# Stethorrhagus roraimae
Stethorrhagus roraimae là một loài nhện trong họ Corinnidae.
Loài này thuộc chi Stethorrhagus. Stethorrhagus roraimae được Willis J. Gertsch miêu tả năm 1942.